# Cinéma sud-africain
Le cinéma sud-africain s’est développé en Afrique du Sud à partir des années 1897-1898 et surtout après la fondation de l’Union Sud Africaine en 1910.
Depuis 1994, et la fin de l’apartheid, le cinéma en Afrique du Sud est devenu une référence en matière de production et de réalisation de films sur le continent africain par sa diversification et la qualité des contenus.

## Histoire
Pendant plus de 70 ans, la production nationale sud-africaine s’est essentiellement limitée à de grandes fresques historiques consacrées aux Afrikaners. Le film symbole de cette période est De Voortrekkers (1916), retraçant l’histoire du Grand Trek.
En 1895, le premier kinétoscope apparait en Afrique du Sud et le cinéma fait alors progressivement son apparition.
En 1913, les différents distributeurs sont regroupés sous le contrôle de la société "African Films" qui fixera les règles de l’industrie cinématographique nationale pendant de longues années. Des épopées historiques sont alors produites comme De Voortrekkers, sorti en 1916, et consacré au Grand Trek, Les Mines du roi Salomon et Allan Quatermain. Dans les années 1910-1920,  l'homme d'affaires Américain Isidore William Schlesinger (en) (1871-1949) fonde la Schlesinger African Film Productions Ltd. qui va très vite avoir le monopole de la production de films et du système d’exploitation de salles en Afrique du Sud. Les Afrikaners produisent leurs propres films, via des sociétés cinématographiques allemandes comme l’UFA ou Kinemas, mais la Schlesinger African Film Productions Ltd rachète Kinemas et reste dominante jusqu’en 1948.
Le premier film parlant sud-africain est réalisé en 1930 sur la vie traditionnelle des noires dans les terres Zouloues : Black Traditional Life. L'année suivante parait le premier film parlant en langue afrikaans : Sarie Marais réalisé par Joseph Albrecht et racontant l’histoire d’une internée dans un camp de concentration britannique durant la seconde guerre des Boers. D'autres films suivent centrés sur l'histoire des Afrikaners et de ses héros, notamment Paul Kruger en 1956, De Voortrekkers en 1973 ou encore Danie Theron en 1983.
En 1935, l'organisation missionnaire protestante œcuménique International Missionary Council (en) lance en Afrique du Sud une Expérience de cinéma éducatif bantou (Bantu Educational Kinema Experiment (en) (BEKE)),,, visant à éduquer à l'occidentale, de manière contrôlée, la population noire sud-africaine. L'expérience s'étend en 1936-1937 en Ouganda, Rhodésie et au Tanganyika.
Plus particulièrement, durant l’apartheid (1948-1991), les nationalistes au pouvoir vont privilégier la culture et la représentation afrikaner dans la production et la distribution des films destinés principalement à un public blanc. Si le réalisateur afrikaner Jamie Uys produit et réalise Daar doer in die bosveld, un film indépendant, grâce à l’obtention de subventions accordées par des entreprises privées, l’État sud-africain subventionnera, à partir de 1956, par des moyens de subventions préférentiel, les productions en afrikaans et/ou celles censées refléter la société sud-africaine sous le gouvernement d’Hendrik Verwoerd. Ainsi, sur les 60 films réalisés entre 1956 et 1962, 43 étaient en langue afrikaans, 4 en version bilingue et les 13 restants en anglais. À partir de 1962, les capitaux afrikaners prennent de l’importance dans l’industrie cinématographique locale, d’autant plus que le public afrikaner est relativement large et très stable, garantissant presque automatiquement à chaque film de langue afrikaans une carrière assez longue dès lors qu’il apporte un divertissement léger et qu'il traite de manière idéaliste la réalité afrikaner et ses préjugés. 
Ainsi, durant cette période, Jamie Uys, avec sa société de production, mais aussi d'autres réalisateurs comme Emil Nofal, sur un ton plus décalé, réaliseront des comédies, centrés sur des personnages afrikaners sympathiques (Rip van Wyk) ou sur l'antagonisme entre les communautés linguistiques anglophones et afrikaans (Hans en die Rooinek, Lord Oom Piet, King Hendrik). Certains de ces auteurs afrikaans, bien installés dans le paysage cinématographique, se permettent de prendre des risques face aux de censures pouvant survenir en abordant des thématiques plus sensibles comme les valeurs calvinistes confrontées au monde moderne (Debbie de Elmo de Witt, produit par Jamie Uys)
La majorité des films tournés en Afrique du Sud qui sont diffusés à l'étranger sont alors des productions américaines ou des co-productions internationales (Tant que soufflera la tempête, Zoulou). Le premier film sud-africain à être entièrement réalisé à l'étranger en 1965 et à faire l'objet d'une distribution à l'internationale, est encore une comédie de Uys (All the Way to Paris) .
En 1969, le financement, la production et la distribution de films dans le pays se retrouvent aux mains d’une seule grande société, le Suid Afrikaanse Teaterbelange Beperk. Les films en afrikaans se conformant aux valeurs conservatrices bénéficient d’une exploitation suffisante pour être rentables et d’un public fidèle. « Ce conservatisme idéaliste se caractérise par un attachement au passé, aux idéaux de la "pureté linguistique et raciale" et aux normes religieuses et morales ». Ces films, à l'exception de quelques uns, n’ont aucune vocation à intéresser un public étranger et l’éventualité de leur exploitation internationale n’est que rarement envisagée. Toute analyse critique de la culture afrikaner est d’ailleurs soigneusement évitée au profit de la présentation d’un stéréotype populaire univoque de l’Afrikaner (voir les films de Jamie Uys). Outre le film Majuba (1968) de David Millin, l'un des premiers films sud-africains à connaitre un certain succès populaire à l'international est (encore) un film de Jamie Uys, intitulé Lost in the Desert (1969), réalisé en deux versions linguistiques.
Une culture cinématographique indépendante, socialement et politiquement contestataire persiste comme le témoignent Civilization on Trial, un documentaire de l'homme d'église Michael Scott (1948), Jim Comes to Joburg (1949) de Donald Swanson avec Dolly Rathebe, Song of Africa (1952) d'Emil Nofal, Cry, the Beloved Country de Zoltan Korda (1952) ou Come Back, Africa (1960) de Lionel Rogosin. Ce sont surtout les films de Jans Rautenbach et d'Emil Nofal qui sont les premiers à traiter du monde afrikaner dans le contexte d’une Afrique du Sud multiculturelle à l'instar de  Die Kandidaat (1968),, Katrina (1969) qui décrit la vie d'une famille de Coloured dont la fille apparait blanche et se fait passer comme blanche aux yeux des tiers, et Jannie totsiens(1970). Mais ce sont aussi des productions étrangères qui témoignent surtout de cette opposition à l'apartheid, à l'instar d'Une saison blanche et sèche, film américain d'Euzhan Palcy (1987) tourné au Zimbabwe.
Dans la plupart des films sud-africains produits dans les années 60, les noirs sont peu présents dans les films pour grand public ou assignés à faire de la figuration dans des rôles subalternes (domestiques, employés, policiers, vagabonds). Néanmoins, Dingaka (1965) de Jamie Uys est l'un des premiers films grands publics où des acteurs noirs (Ken Gampu) bénéficient de rôles de premier plan et interagissent avec les acteurs blancs (Stanley Baker, Juliet Prowse, Bob Courtney) bien que leurs personnages correspondent encore à des stéréotypes afrikaners sur les populations de couleurs.
La première moitié des années 70 est marquée par des films de genre assez virulents et stéréotypés sur les rituels et coutumes africaines comme le film d'horreur Le Souffle de la mort (1975) de l’Allemand Jürgen Goslar alors que dans l'ensemble, la qualité du cinéma afrikaner est médiocre (The Demon) ou très orienté politiquement à des fins de propagande pour signifier que l'Afrique du Sud est un pays assiégé : Ainsi Kaptein Caprivi (1972) d’Albie Venter, dont le narrateur est l'ancien Président sud-africain, Charles Swart, est un film d'action de type hollywoodien, traitant d'une prise d'otages de fermiers sud-africains dans la bande de Caprivi, et qui vise à encourager les spectateurs blancs sud-africains à rejoindre l'armée pour défendre l'Afrique du Sud contre ses ennemis communistes. Sa suite directe est Aanslag op Kariba (1973) d’Ivan Hall qui traite de la prise d’otage de touristes par des terroristes à la frontière entre la Rhodésie et la Zambie.
En 1973, destiné au public non blanc, le film Joe Bullet de Louis de Wit est intégralement joué en langue anglaise par des acteurs noirs. En 1975, des films en langue xhosa commencent à être diffusés comme Maxhosa de Lynton Stephenson, une transposition de Macbeth en pays zoulou alors qu'émerge plusieurs acteurs noirs sud-africains (Simon Mabunu Sabela, John Kani).
À partir de 1976 et de l’avènement de la télévision, des cinéastes de langue afrikaans comme Manie van Rensburg réalisent des fictions et séries de bonne facture pour la télévision nationale et le cinéma, notamment centrées sur la psychologie afrikaner comme Verspeelde Lente (1983), Die Perdesmous (1982) et The Native Who Caused All the Trouble (1989), sur les Afrikaners urbains comme Die Bankrower (1973), Die Vuurtoring (1984), Taxi to Soweto (1991), et sur les racines du nationalisme afrikaner, comme Heroes (1985), et The Fourth Reich (1990).

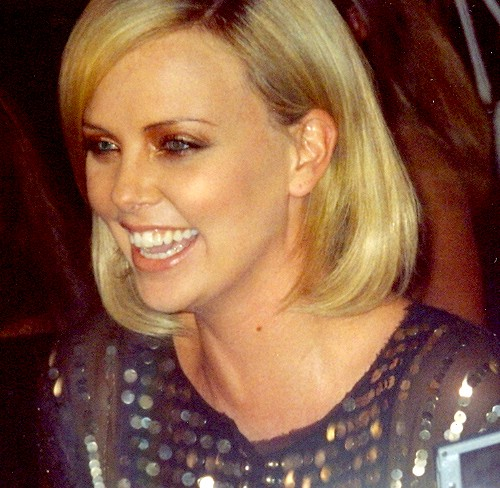
L'actrice Charlize Theron, une Afrikaner, née en Afrique du Sud, naturalisée américaine en 2007.

En 1980, la comédie de Jamie Uys, Les dieux sont tombés sur la tête, réalisée en anglais et exploitée à l'exportation sous licence botswanaise pour cause d'apartheid, constitue le véritable premier grand succès à l'étranger du cinéma sud-africain, bien au delà de tous les films précédents y compris le populaire documentaire animalier Kalahari (1974) du même Jamie Uys. Des films de caméra cachée sont alors également exploités sur le marché international avec un certain succès par Jamie Uys puis par le comique Leon Schuster.
Les années 1980 marquent néanmoins une érosion de la domination du cinéma en langue afrikaans. Au milieu des comédies populaires, des films en afrikaans continuent néanmoins d'interroger les Afrikaners sur leur identité et leur rapport aux autres groupes de population du pays (Broer Matie de Rautenbach, Mamza de Johan Blignaut, Fiela se kind de Katinka Heyns, et la série Veldslag). Mais la production anglophone se développe rapidement avec succès que ce soient des comédies ou des séries ou films à caractère historique. Ainsi la mini-série 1922 consacrée à la l’insurrection ouvrière du Rand est réalisée en anglais tout comme celle consacrée à Shaka Zulu. Comme Richard Stanley avec Le Souffle du démon (1992), Darrell James Roodt réalise de nombreux films de genre qui se situent dans la tradition du cinéma de genre sud-africain, mais il réalise aussi des films engagés comme Sarafina ! (1992) et Pleure ô pays bien aimé (1995).
Durant toute cette période des années 70 et 80, l'Afrique du Sud, malgré les appels au boycotts que suscite l'apartheid à l'étranger, continue d'attirer les productions et co-productions internationales comme Gold (1974) de Peter Hunt avec Roger Moore, Les Oies sauvages (1978) d'Andrew V. McLaglen avec Richard Burton, Le Putsch des mercenaires (1979) de James Fargo avec Richard Harris, L'Ultime Attaque (1979) de Douglas Hickox avec Burt Lancaster ou encore Shaka Zulu (1986) avec Christopher Lee .
Les comédiens et cinéastes d’origine afrikaner font pour leur part carrière dans la langue de Shakespeare. Si Sandra Prinsloo est pendant une dizaine d’années la comédienne sud-africaine retenue pour les coproductions internationales de films et de séries ou de feuilletons tournés en Afrique du Sud (Pour tout l'or du Transvaal, Sam et Sally), l’acteur Arnold Vosloo et surtout l’actrice Charlize Theron mènent une carrière hors de leurs frontières nationales à Hollywood.
Durant les années 2000, des courts métrages comme Triompheer de Jan-Hendrick Beetge et des films comme Promised Land par Jason Xenopoulos (2002), continuent de sonder l’inconscient des Afrikaners. Ainsi Promised Land, tiré d’un roman de Karel Schoeman, décrit le retour d’un expatrié afrikaner sur sa terre natale, située dans une région rurale désertique, où il est confronté à des Afrikaners en état de déshérence sociale et psychologique et nostalgiques de l’apartheid. Ce film, qui connaît alors un succès relativement important en Afrique du Sud, est le premier long-métrage sud-africain utilisant la technologie offerte par la caméra numérique à haute définition. Il est aussi perçu par la communauté blanche comme un film destiné aux Noirs. Cependant, durant les années 2002 et 2003, aucun de ces films n'est tourné en langue afrikaans.
Au début des années 2010, le sursaut et à la mobilisation de l'industrie cinématographique afrikaner autour de la langue afrikaans et de sa culture, permet que 40 % des productions sud-africaines soient des productions afrikaners le plus souvent tournées en afrikaans. En 2012-2013, le cinéma afrikaner affiche ainsi le record de 17 films sortis en salle, des films qui sont pour la plupart des œuvres de divertissement. Ce sursaut provient notamment de la fréquentation importante des salles de cinéma par les Afrikaners, concomitamment au développement de la télévision privée en afrikaans sous la tutelle d’institutions dotées comme DStv.com.

## Production et modèle économique dans l'Afrique du Sud duXXIesiècle
Si la plupart de la production cinématographique tournée en Afrique du Sud est d’origine américaine, il persiste une production indépendante propre à l’Afrique du Sud et des films s’inspirant du third cinéma d’inspiration tiers mondiste.
Les films sud-africains bénéficient de fortes subventions du ministère de la Culture sud africain qui ont permis le développement de productions entièrement nationales. Le cinéma sud-africain, marqué par les années d’apartheid, traite de sujets aussi divers que l’histoire, les discriminations, la violence dans les townships : le film Zulu for Letter de Ramadan Suleman réalisé en 2004. District 9 du réalisateur Neill Blomkamp sorti en 2008 va utiliser les codes de la science-fiction pour dénoncer les politiques de ségrégations. Les différents rapports entre les blancs et noirs vont être abordés avec humour dans la comédie Fanie Fourie's Lobola (2012), réalisé par Henk Pretorius.
En parallèle, il subsiste une petite production de films en langue afrikaans, pour la plupart des comédies, qui restent très appréciés par cette communauté.
L’économie du cinéma en Afrique du Sud bénéficie d’atouts non négligeables pour attirer également les grosses productions étrangères comme la présence de décors naturels variés, de lumières naturelles pour les tournages, ainsi que des coûts de productions attractifs bénéficiant de réductions fiscales importantes.
Le film américain Invictus a été tourné en 2009 en Afrique du Sud par Clint Eastwood, ainsi que Blood Diamond d’Edward Zwick, ou Lord of War d’Andrew Niccol.

## Festivals de films sud-africains
- Festival international du film de Durban (1978) ;
- Festival du film gay et lesbien sud-africain  Out In Africa (1994) ;
- Festival international du film documentaire Rencontres sud-africaines (1994) ;
- South African Horrorfest (en) (2005-) ;
- Silwerskerm Film Festival (en) (2010) ;
- Transforming Stories International Christian Film Festival (en) (2010).